# Mývatn
Mývatn är en sjö på Island. Det är en grund och ganska näringsrik insjö som ligger i ett aktivt vulkaniskt område i närheten av Kraflavulkanen. Insjön och de omgivande våtmarkerna har ett osedvanligt rikt fågelliv; särskilt beståndet av änder är mycket stort. Mývatn bildades av ett stort basaltiskt lavautbrott för cirka 2 300 år sedan och landskapet runt sjön domineras av vulkaniska landformer. Den utströmmande älven Laxá är känd för sitt rika bestånd av öring och lax.
Namnet är sammansatt av de två orden mý "mygg" och vatn "sjö" och kommer av den stora mängden fjädermyggor som finns i området på somrarna. Namnet Mývatn används för både sjön och hela det bebodda området omkring. På isländska heter området Mývatnssveit. Även Laxá, insjön och den omgivande våtmarken ingår i ett naturreservat kallat Mývatn-Laxá naturreservatsområde.
Sedan 2000 har det ordnats ett maratonlopp runt sjön varje sommar.

## Historia

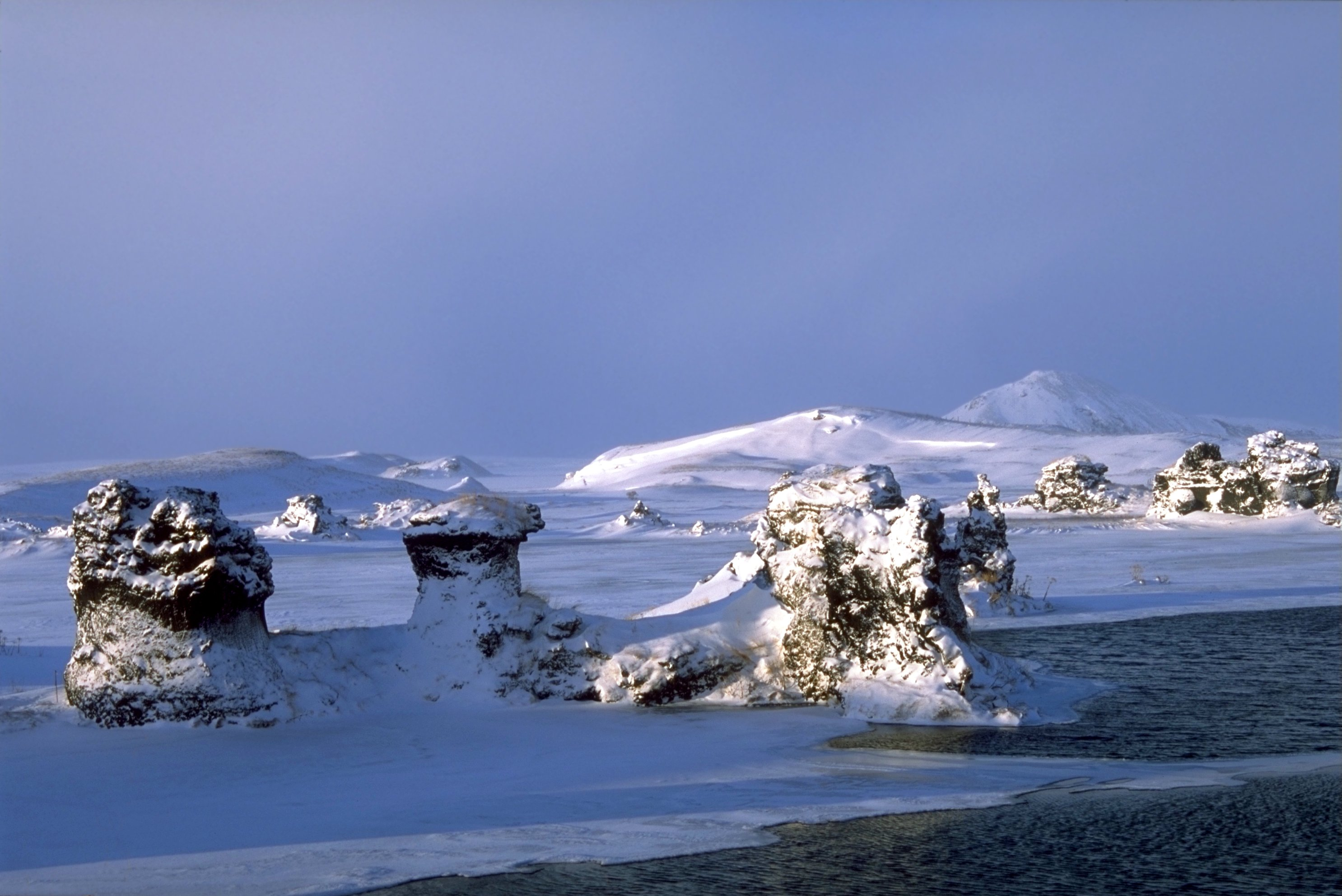
Mývatn under vintern

Förr i tiden livnärde sig invånarna runt Mývatn huvudsakligen på lantbruk och fiske.
På Hofstaðir vid Mývatn finns ett långhus, skáli, som grävdes ut av Daniel Bruun 1908 och igen av Olaf Olsen 1965. Målet med dessa utgrävningar var att undersöka det från vikingatiden hedniska templet Hof som, enligt indikationer från ortnamnet och från historiska beskrivningar, låg på platsen. Sedan 1991 har det isländska arkeologiska institutet (FSI) utfört undersökningar i området, där man koncentrerat sig på långhuset och områdena i dess närhet. Vid utgrävningarna upptäcktes nedsänkta byggnader och olika till dessa tillhörande byggnader. Utgrävningarna ledde också till upptäckten av en medeltida kyrka och kyrkogård.
Under Kristian IV:s tid 1578–1648 utvann den danska flottan vid Námaskarð svavel för framställning av krut.

## Fågelliv

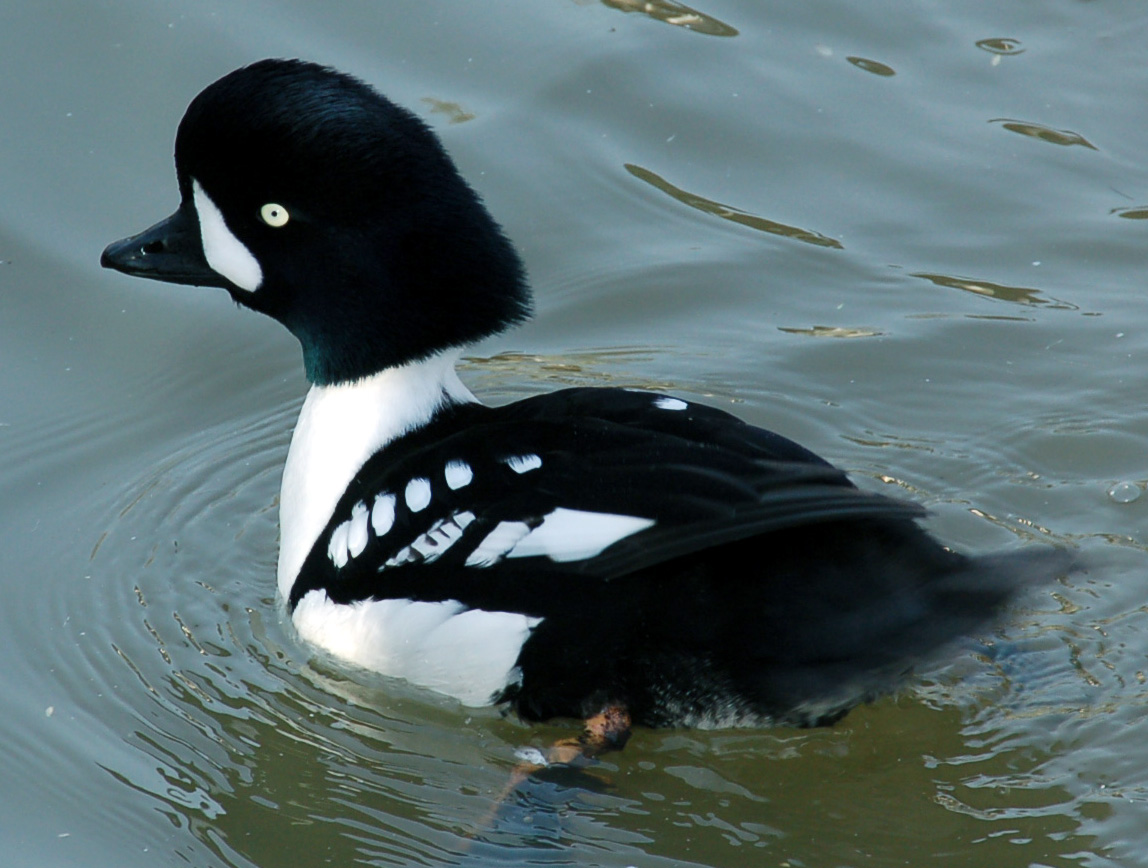
Islandsknipan är en av många arter som håller till i området.

Mývatn har en konstant tillgång på näringsrikt källvatten och innehåller rikligt med insekter som fjädermyggor och vattenloppor som båda utgör ett bra näringsunderlag för änder. Tretton arter av änder häckar här. Andarternas sammansättning är unik med en blandning av såväl eurasiska och nordamerikanska inslag som nordliga och arktiska arter. Den största delen av änderna är flyttfåglar som anländer i perioden från sen april till tidig maj, från nordvästra Europa. Den vanligaste anden i området är viggen som kom till Island för första gången vid slutet av 1800-talet. Den näst vanligaste är berganden.
Andra arter som är vanliga i området är bland annat islandsknipa, småskrake, bläsanden, snatterand, gräsand, sjöorre och alfågel. Den utströmmande Laxáälven har en stor koloni av strömänder och det finns också en stor koloni av ejder vid älvens utlopp runt 50 kilometer från Mývatn. De många fågelarterna häckar överallt i området. Deras bon brukar placeras i sprickor i lavan, på öarna och i de närliggande våtmarkerna. Lokalbefolkningen har i många år skördat andägg för användning på bondgårdarna i området. För att säkra bärkraftiga fågelbestånd följer skördningen gamla regler, som säger att man minst ska lämna kvar fyra ägg i varje bo för att säkra kläckning.
Andra fåglar som förekommer i området är bland annat svarthakedopping, smalnäbbad simsnäppa, svartnäbbad islom, smålom och sångsvan. Havsfågelsituationen övervakas och kontrolleras årligen sedan 1975 av Náttúrurannsóknastöðin við Mývatn (Mývatns forskningsstation).

## Vulkanisk aktivitet

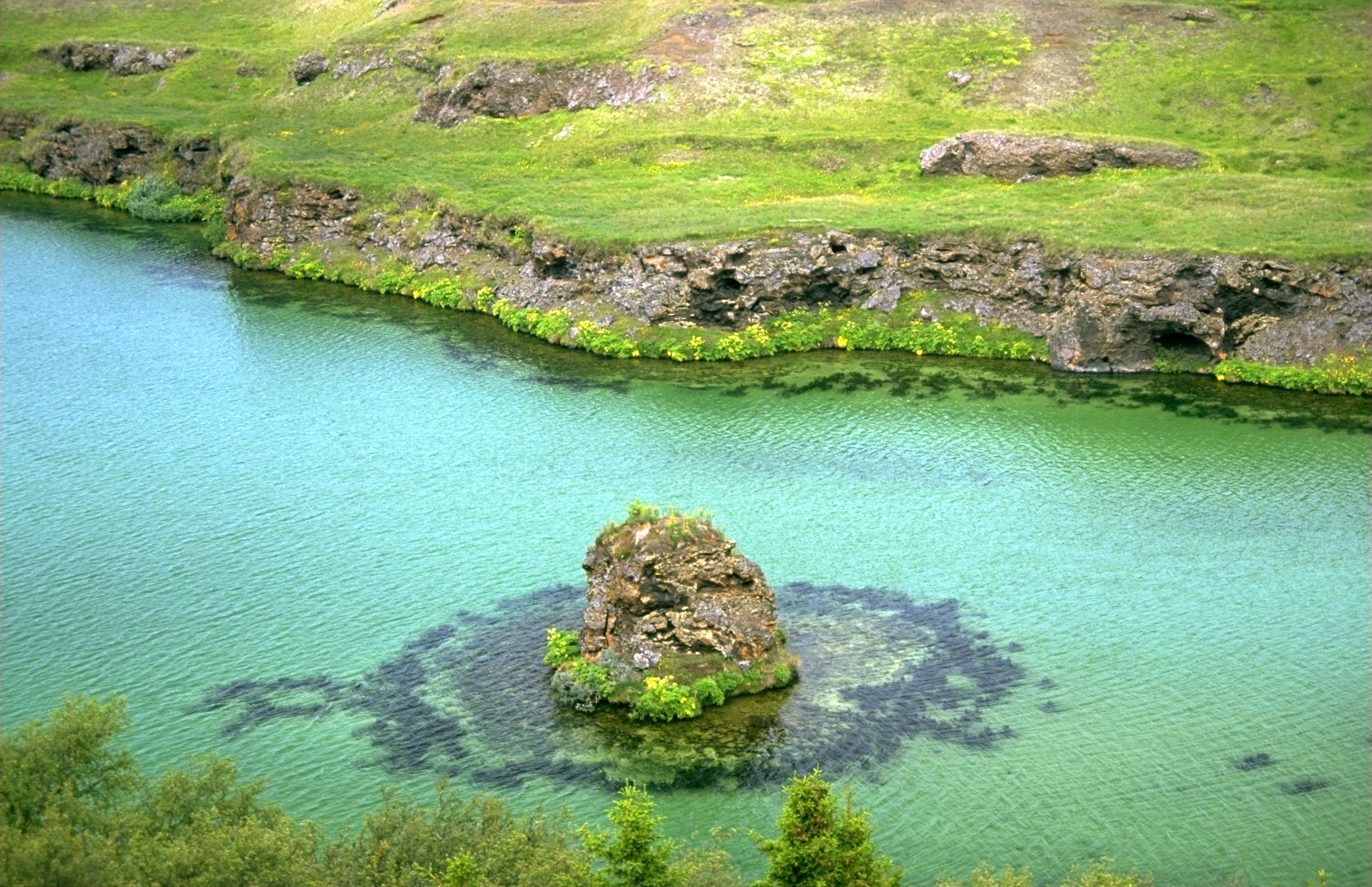
En lavaö i Mývatn.

Mývatn bildades för cirka 2 300 år sedan av ett stort vulkanutbrott med basaltisk lava. Lavan strömmade nedför dalen Laxárdalur till slätten Aðaldalur i låglandet, där lavan till slut rann ut i Atlanten, runt 50 kilometer från Mývatn. Raden av kratrar som bildades på toppen av sprickan kallas Þrengslaborgir (eller Lúdentarborgir) och har ofta använts som skolexempel för denna typ av vulkanisk aktivitet. Då utbrotten inträffade fanns en stor insjö i området vilken var föregångaren till dagens Mývatn. När den glödande lavan kom i kontakt med sjön blev en del av de vattendränkta sedimenten liggande under lavan. De påföljande ångexplosionerna sprängde lavan i småbitar, som kastades upp i luften tillsammans med delar av sjöbottnen.
Genom fortsatta explosioner på många olika platser bildades en grupp lavaformationer som liknar vulkankratrar. Dessa formationer dominerar numera landskapet kring södra delen av Mývatn. De utgör också grunden för några av de öar som finns i sjön. Denna typ av lavaformationer kallas pseudokratrar. En grupp av sådana pseudokratrar vid Skútustaðir på sjöns sydsida är skyddade som nationalmonument och är ett populärt turistmål. Andra grupper av pseudokratrar i detta lavafält ligger i Laxárdalur och Aðaldalur. Bildandet av pseudokratrarna stoppade lavaströmmen på vissa platser och bildade tillfälliga lavasjöar. Efter en tid flöt lavan ut ur dessa, vilket medförde att en skog av stenpelare formades. Den största av dessa formationer kallas Dimmuborgir. På en annan plats, kallad Höfði, sticker pelarna upp ovanför sjöns yta. Lavan som skapades av Þrengslaborgirutbrottet är känd som "den yngre Laxálavan".

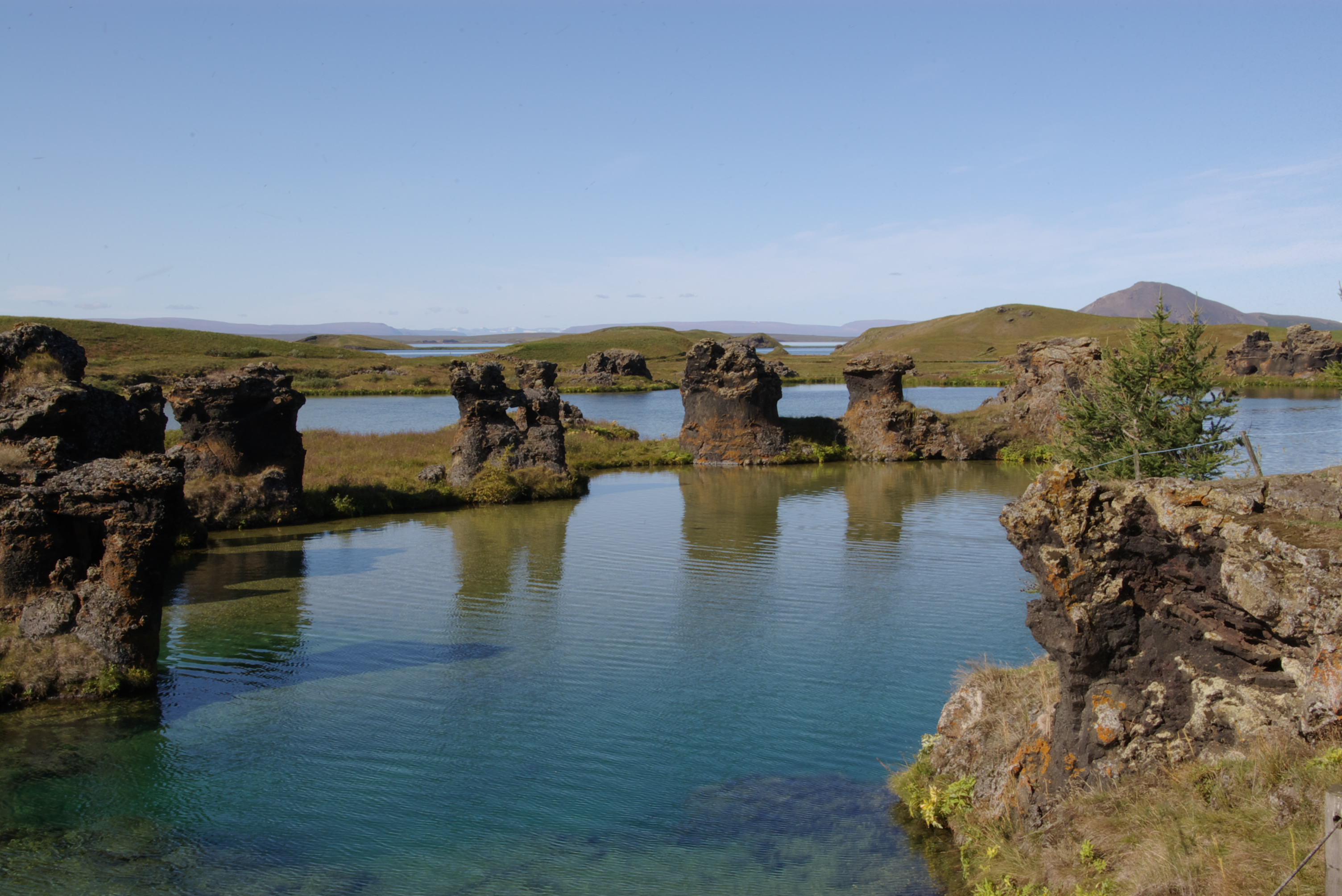
Lavapelare vid Höfði.

Mývatndistriktet gränsar till den västra delen av den vulkaniska zon som går tvärs över nordöstra Island i nord–syd-riktning. Den är en förlängning av den mittatlantiska ryggen. Alla geologiska formationer är relativt unga och härstammar från den senaste istiden och tiden därefter.
Berggrunden till hedområdena, som ligger väster om sjön, består av interglaciära lavaströmmar. Den största andelen av de berg som finns runt sjön bildades genom utbrott som skedde under istäcket under istiden. Utbrott som tog sig igenom isen grundade platåbergen (Bláfjall, Sellandafjall, Búrfell och Gæsafjöll), och de som inte gjorde det bildade berg som Vindbelgjarfjall, Námafjall, Dalfjall och Hvannfell.
Vid slutet av den senaste istiden, för omkring 10 000 år sedan, var Mývatnbassängen täckt av en iskant som pressade upp stora ändmoräner som fortfarande finns vid sjöns norra sida. Sedan isen börjat smälta, bildades en glaciärsjö i Mývatnfördjupningarna, tills iskanten drog sig tillbaka från det område där älven Laxá nu flyter fram.
Den efterglaciära vulkaniska aktiviteten i Mývatnområdet kan delas upp i tre perioder. Lúdentperioden började kort efter slutet av istiden. Explosionskratern Lúdent har sitt ursprung från denna period. Utbrottet följdes av en rad mindre utbrott. Omkring 3 800 år senare skapades sköldvulkanen Ketildyngja runt 25 kilometer sydost om Mývatn, och från den rann det en stor lavaström, "den äldre Laxálavan", som spred sig över den södra delen av området, rann ner i dalen Laxárdalur och kom nästan fram till havet innan den stoppades. Denna lava utgjorde den första grunden till Mývatn som hade ungefär samma storlek som dagens insjö.
Den andra vulkaniska perioden, Hverfjallsperioden, började för 2 500 år sedan med ett enormt, men kort utbrott, som bildade explosionskratern Hverfjall (även kallad Hverfell). Detta följdes av ett utbrott från Jardbadshólar, som bildade lavafältet mellan Reykjahlíð och Vogar. Runt 200 år senare bröt ytterligare en stark lavaström ut, "den yngre Laxálavan". Denna lava täckte dagens Mývatn och även insjöarna Sandvatn, Grænavatn och Arnarvatn.

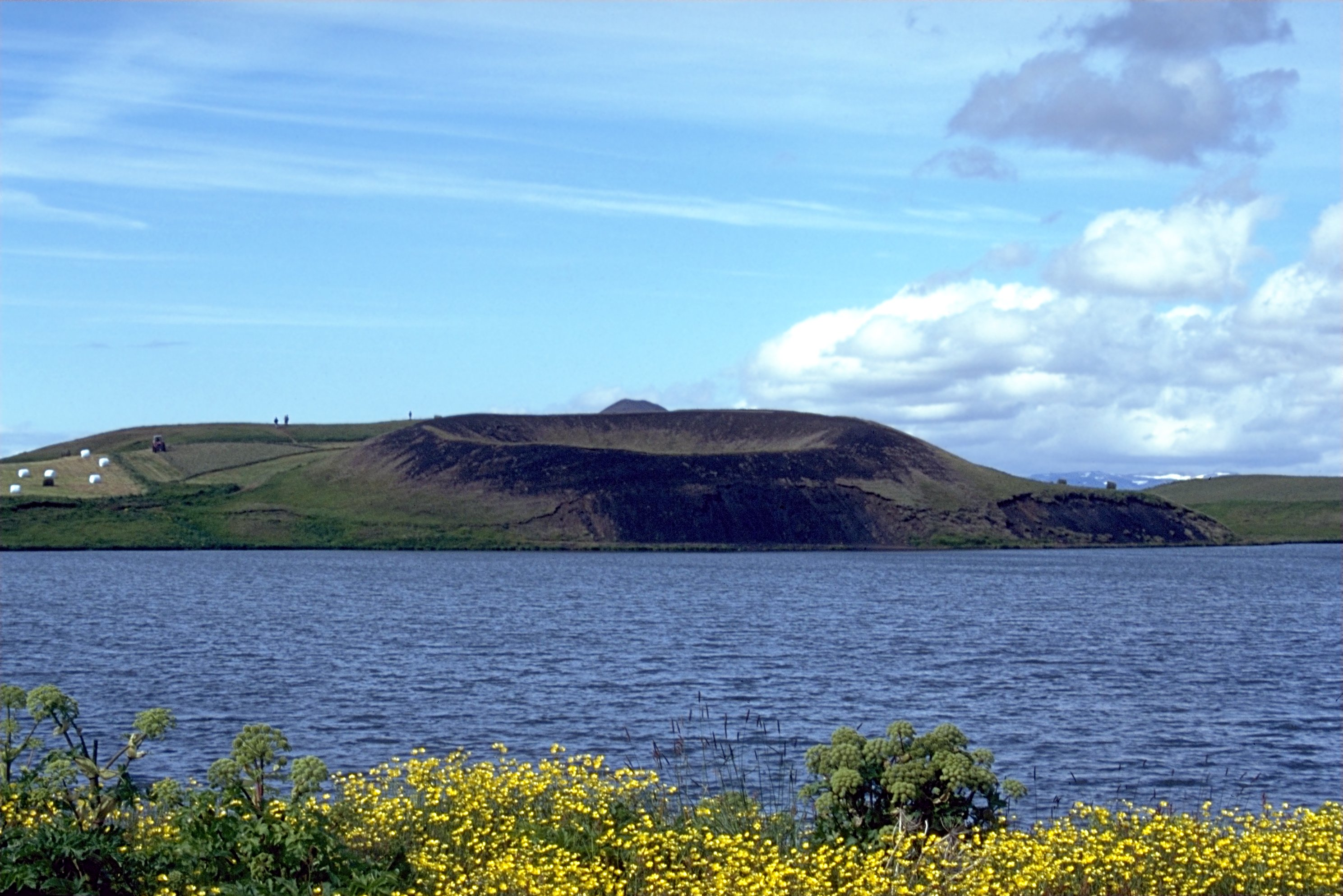
Insjön och området har många pseudokratrar.

Den tredje vulkaniska perioden började med Mývatnseldarutbrotten mellan 1724 och 1729, som startade med en explosion som bildade kratersjön Víti. Senare strömmade lava från Leirhnjúkur ned till nordänden av sjön och ödelade två bondgårdar. Dessa utbrott är ganska lika de senare utbrotten nära Krafla mellan 1975 och 1984. Källan till båda är en centralvulkan som ligger mellan Krafla och Gæsafjöll. Inne i vulkanen finns en magmakammare, som det periodvis kommer smält magma från i en rad sprickor som korsar vulkanen från norr till söder.
Senare aktivitet har kännetecknats av perioder med långsam landhöjning, blandat med kortare perioder med landsänkning, underjordiska magmasprängningar, sprickor, jordskalv och utbrott (nio totalt). Detta är ett utmärkt exempel på kontinentaldriften på Island. En centralvulkan och de tillhörande spricksystemen kallas ett vulkaniskt system. Kraflas vulkaniska system är ett av flera liknande system som tillsammans utgör den isländska vulkaniska zonen.
Några få ryolitberg gränsar till Krafla centralvulkan (Hlíðarfjall, Jörundur och Hrafntinnuhryggur).
På grund av sjöns vulkaniska grund förekommer kiseldioxid i Mývatn.